# LTE Czechia
LTE Czechia s.r.o. (do 4. října 2023  LTE Logistik a Transport Czechia s.r.o.) je český železniční dopravce provozující nákladní dopravu. Firma byla založena v roce 2005 jako dceřiná společnost rakouského dopravce LTE Logistik- und Transport a její sídlo je v Ústí nad Labem.

## Historie
Společnost vznikla zápisem do obchodního rejstříku dne 12. ledna 2005 a jejím tehdejším sídlem byla Praha. 23. září 2009 bylo sídlo firmy přesunuto do Šilheřovic, 2. září 2020 pak do Ústí nad Labem. Po získání licence společnost zahájila provozování nákladní železniční dopravy.

## Provozování nákladní dopravy
Společnost se zabývá především dopravou nákladních vlaků, obvykle ve spolupráci s mateřskou společností LTE Logistik- und Transport v Rakousku a sesterskou firmou LTE Logistik a Transport Slovakia na Slovensku. Mezi přepravované komodity patří především obiloviny, ale firma se zabývá i drobnými přepravami kolejových vozidel na vlastních kolech.
V roce 2020 byla společnost osmým největším nákladním železničním dopravcem na české síti (podle hrubých tunových kilometrů).

## Lokomotivy
Společnost využívá pro vozbu vlaků v České republice především lokomotivy své rakouské matky (rakouská řada 2016) a slovenské sestry (řada 740).